# Jeanne Guien
Jeanne Guien est une philosophe et chercheuse indépendante française née en 1988. Elle est spécialiste de l’histoire de l’obsolescence, des produits jetables et du consumérisme.

## Biographie

### Enfance et formation
Jeanne Guien est diplômée de l’École normale supérieure, docteure en philosophie et agrégée,. En 2019, elle soutient sa thèse à l’université Paris 1 Panthéon-Sorbonne consacrée à la notion d’obsolescence, étudiant l’histoire des débats autour de la durée de vie des moyens de production et des biens de consommation.

### Carrière
Jeanne Guien devient chercheuse, spécialiste de l’histoire industrielle, de l’obsolescence et du consumérisme,,. Elle est interviewée sur ces sujets par des médias comme Reporterre, Arte, RTS, France Inter, LCP, ou encore France Culture,. Elle publie également des articles dans certains médias,.
Parallèlement, elle fait partie de l’association Résistance à l’agression publicitaire (Rap) qui lutte notamment contre les publicités sexistes,. Membre du CETCOPRA et du LISRA, co-organisatrice du séminaire Deuxième vie des objets (Mines, EHESS), elle conduit également des expériences de recherche-action concernant les biffins (récupérateurs de rue en Ile-de-France), le freeganisme (récupération alimentaire) et la collecte municipale des déchets.
Elle anime en outre une émission radio et un blog sur Médiapart afin de médiatiser certains enjeux sociaux et politiques liés au déchet : condition de travail des éboueurs et des biffins, politiques d’ « économie circulaire », injustices environnementales en France, répartition inégale de l’étiquette « écologiste » dans les luttes et les mouvements sociaux.

#### Ouvrages
En 2021, elle publie Le consumérisme à travers ses objets aux éditions Divergences. Dans cet essai, elle retrace l'histoire de cinq objets emblématiques de la modernité occidentale : gobelet jetable, mouchoir en papier, smartphone, déodorant et vitrine. Elle explique comment les industries ont déterminé les achats des consommateurs.
En 2022, elle participe à un ouvrage collectif, coordonné par Catherine Guesde, sur le champ d’action du punk étendu au domaine de la pensée : Penser avec le Punk, édité chez Puf/ Vie des idées.
En 2023, elle publie Une histoire des produits menstruels aux éditions Divergences. Dans ce second essai, elle se penche sur le sujet des serviettes jetables, des tampons et des applications de suivi des règles. Elle y analyse les techniques de vente et de communication des grandes entreprises du secteur depuis la fin du XIXe siècle, basées sur une logique consumériste, le rejet des pratiques maison réalisées par les femmes depuis des siècles et la culpabiliation de ces dernières,.
En 2025, elle publie Le Désir de nouveautés : L’obsolescence au cœur du capitalisme (XVe-XXIe siècle),. En mêlant histoire, sociologie, économie et philosophie, elle y explique comment le désir de nouveautés est solidement ancré dans notre économie et notre idéologie depuis plusieurs siècles, du commerce colonial jusqu’au marketing contemporain,. Ce désir, nommé néophilie, représente l'un des moteurs principaux du capitalisme,,. Le livre reçoit le Prix EcolObs 2025, prix du meilleur essai écologique de l'année, décerné par Le Nouvel Obs.

## Œuvre

### Essais
- Le consumérisme à travers ses objets, éditions Divergences, 2021
- Une histoire des produits menstruels, éditions Divergences, 2023
- Le Désir de nouveautés : L’obsolescence au cœur du capitalisme, éditions La Découverte, 2025

### Ouvrage collectif
- Penser avec le Punk, Puf/ Vie des idées, 2022